# Uroxys sulcicollis
Uroxys sulcicollis là một loài bọ cánh cứng trong họ Bọ hung (Scarabaeidae).